# Jammu en Kasjmir (unieterritorium)
Jammu en Kasjmir (Kasjmiri: جۄم تٕ کٔشېر, जॅम त॒ कॅशीर Urdu: جموں و کشمیر) is een unieterritorium van India, gelegen in het gelijknamige gebied Jammu en Kasjmir. Het ligt in het uiterste noorden van het land en bestaat uit de twee divisies Jammu en Kasjmir. De hoofdsteden zijn Srinagar (in de zomer) en Jammu (in de winter).
Het unieterritorium bestaat als zodanig sinds 2019. Voordien maakte het deel uit van de gelijknamige deelstaat, waar ook Ladakh toe behoorde. De status van Jammu en Kasjmir wordt internationaal betwist door India, Pakistan en in mindere mate de Volksrepubliek China. De regering van India maakt aanspraak op de volledige regio.

## Geschiedenis
Tussen 1954 en 2019 vormde Jammu en Kasjmir, samen met het oostelijk gelegen Ladakh, een volwaardige deelstaat binnen India. In augustus 2019 trok India de speciale autonomie van de deelstaat, geregeld in artikel 370 van de Indiase grondwet, in. De deelstaat werd opgesplitst in twee gebieden die sindsdien worden bestuurd als afzonderlijke unieterritoria: het westelijke, voornamelijk islamitische deel, dat de naam Jammu en Kasjmir behield, en het oostelijke, dunbevolkte Ladakh (ook wel West-Tibet genoemd), waar een groot deel van de bevolking boeddhist is.
In 2019 liepen de spanningen opnieuw op na een terroristische aanslag in India. De Indiase luchtmacht heeft daarna een terroristentrainingskamp gebombardeerd. Pakistan probeerde terug te slaan maar durfde uiteindelijk niet door te zetten. Wel heeft er een luchtgevecht plaatsgevonden waarbij een Indiase MIG21 een Pakistaanse F16 neerschoot. De MIG21 is daarna ook neergeschoten. De piloot is toen gevangengenomen, ook zijn er vuurgevechten geweest. De piloot is weer vrij.
In 2025 liepen de spanningen opnieuw op, toen op 22 april 2025 vijf gewapende militanten een aanslag pleegden in het gebied, waarbij 26 mensen omkwamen en meer dan 20 anderen gewond raakten. Dit was het dodelijkste incident in zijn soort in India sinds de aanslagen in Mumbai op 26 november 2008. India reageerde scherp, en schortte zelfs de uitvoering op van het Indus-Waterverdrag.

## Bestuurlijke indeling
Als unieterritorium is Jammu en Kasjmir bestuurlijk onderverdeeld in 20 districten, gegroepeerd in twee divisies:
| - Jammu - Doda - Jammu - Kathua - Kishtwar - Poonch - Rajouri - Ramban - Reasi - Samba - Udhampur |  | - Kasjmir - Anantnag - Bandipora - Baramulla - Budgam - Ganderbal - Kulgam - Kupwara - Pulwama - Shopian - Srinagar |  |  |

## Media
- State Times is een Engelstalige broadsheet  krant, die verschijnt sinds 1996 in het noorden van India, maar komt tevens uit in Delhi.